# Progressum
Progressum är ett bolag som med utvecklingsarbete skall främja näringslivsutvecklingen i Kiruna kommun.